# Notting Hill Gate (tunnelbanestation)
Notting Hill Gate är en station i Londons tunnelbana i stadsdelen Kensington and Chelsea. Den ligger i Notting Hill, vid gatan Notting Hill Gate, och trafikeras av tre linjer: Central line med grannstationerna Holland Park i väst och Queensway i öst, och Circle och District line med High Street Kensington i söder och Bayswater i norr. Notting Hill Gate ligger på gränsen mellan zon 1 och zon 2. Stationen invigdes år 1868 där dagens Circle samt District line trafikerar samt år 1900 för Central line.

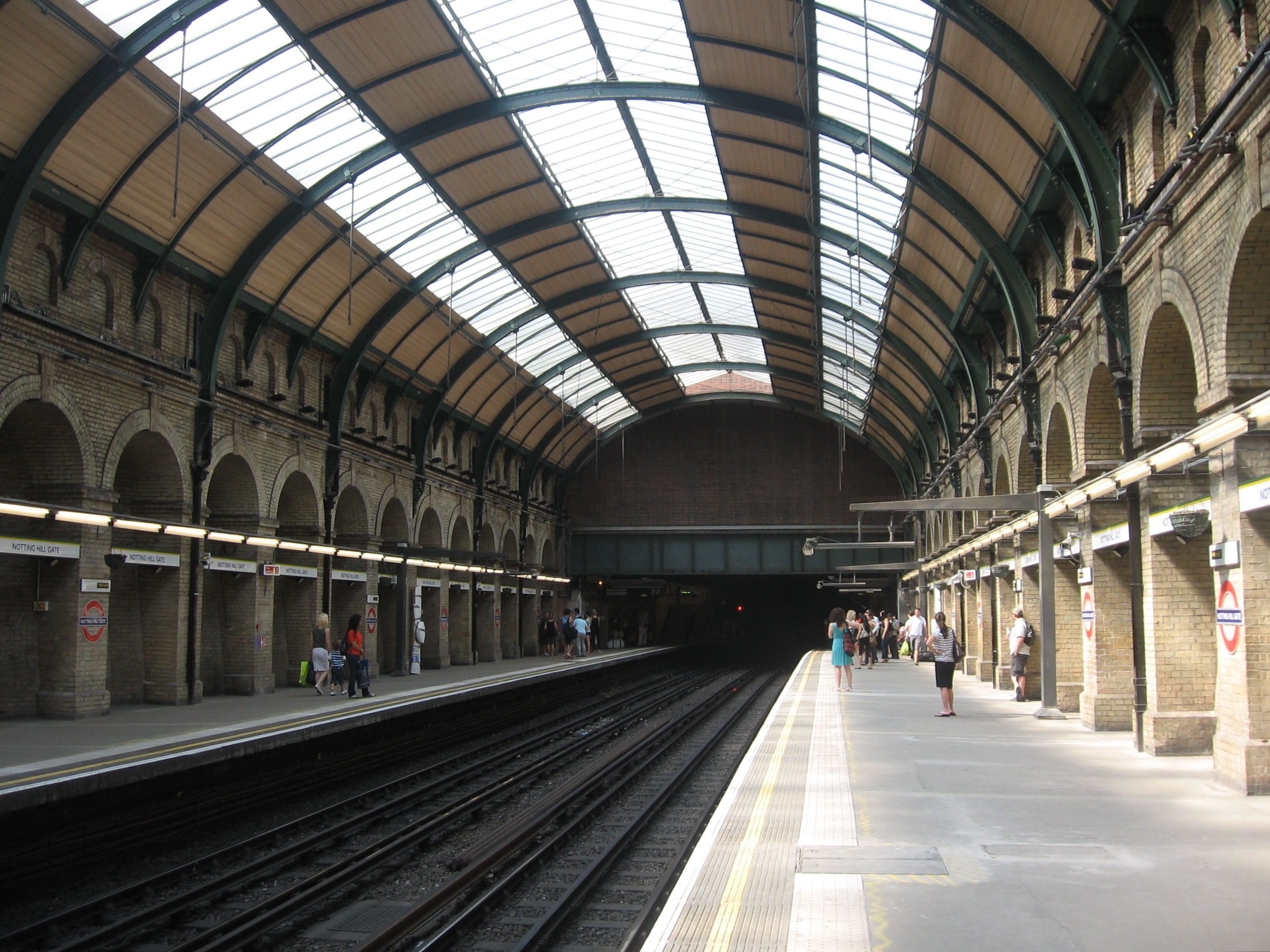
Circle line och District line.
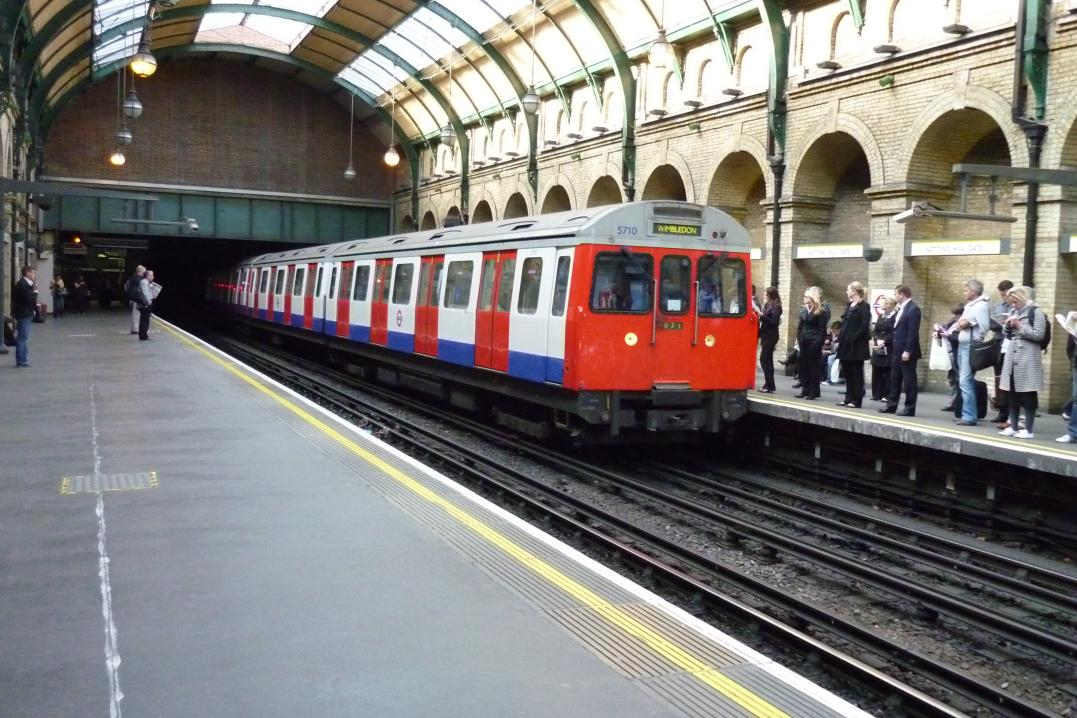
Circle line och District line.
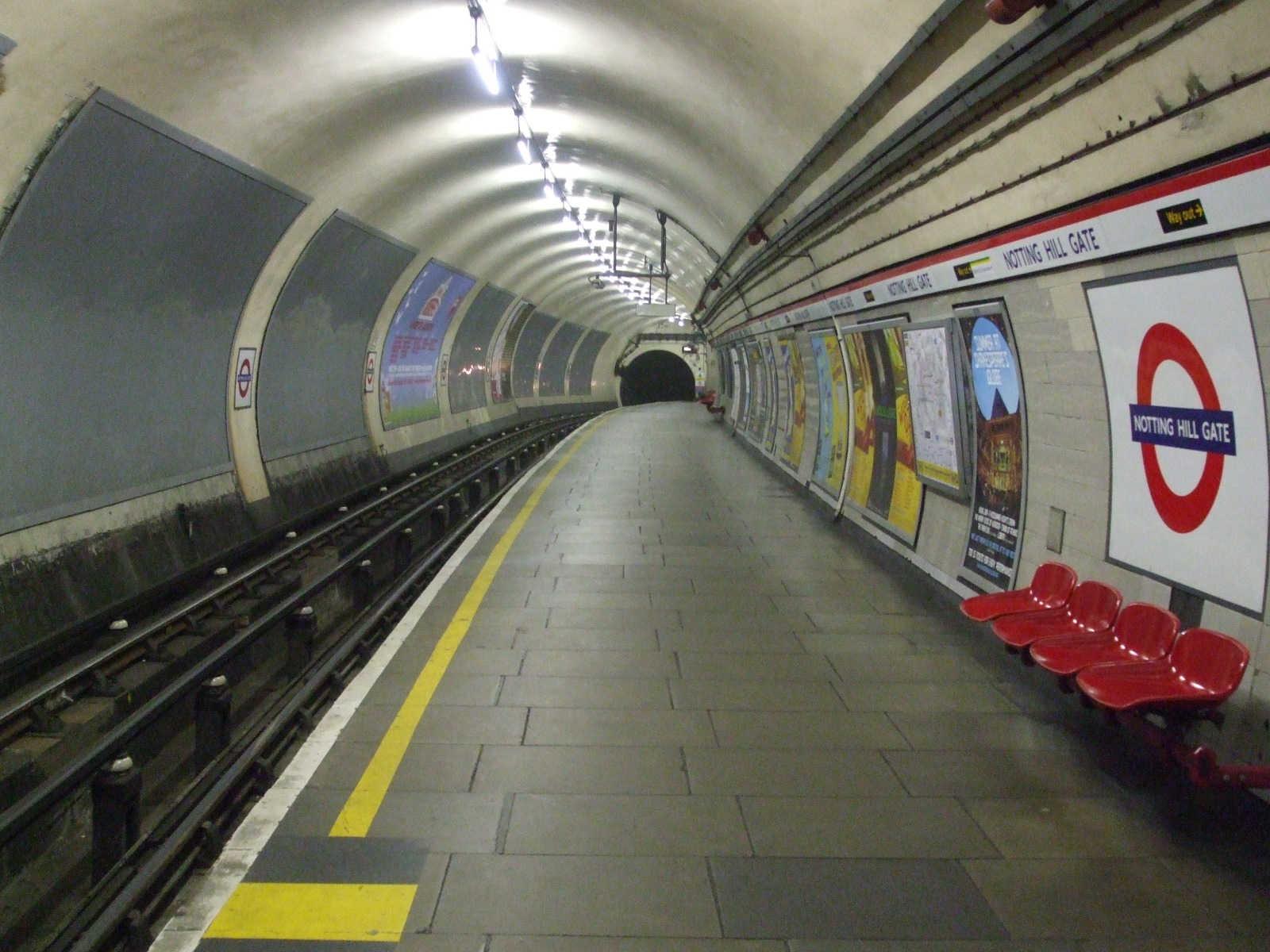
Central line.
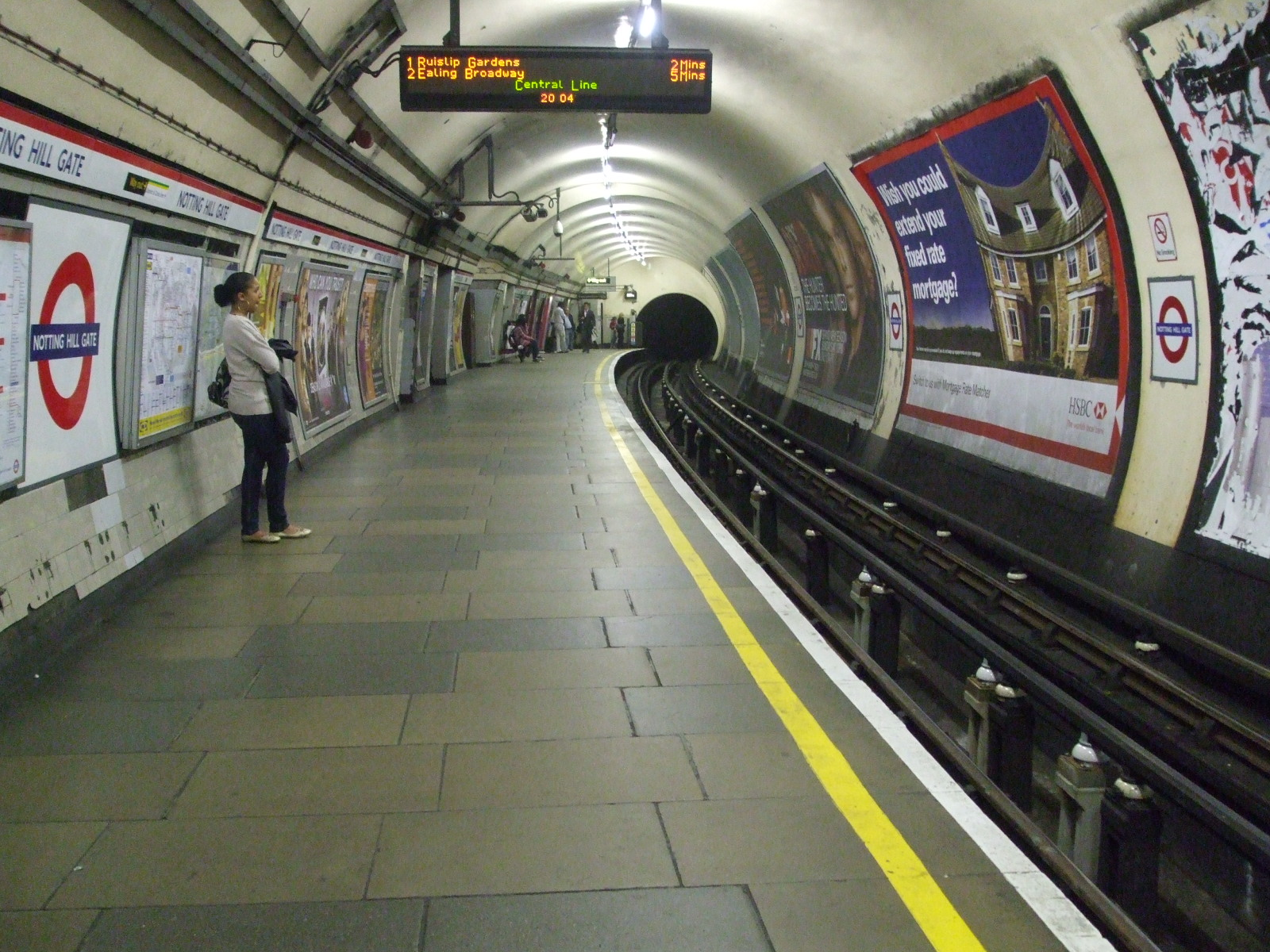
Central line.